# Kamenica (Čelinac)
Kamenica (szerbül: Каменица), település Bosznia-Hercegovinában, a Bosanska Krajina keleti részén, Čelinac községben, a Szerb Köztársaságban. 

## Fekvése
A település Bosznia-Hercegovina északi részén, Banja Lukától légvonalban 20, közúton 36 km-re keletre, községközpontjától légvonalban 11, közúton 22 km-re északkeletre, a Kamenica-folyó felső folyásánál, 278-382 méteres magasságban fekszik.

## Népessége

### A település népessége
| Nemzetiségi csoport | Népesség 1991 | Népesség 2013 |
| ------------------- | ------------- | ------------- |
| Szerb               | 19            | 40            |
| Bosnyák             | 0             | 0             |
| Horvát              | 0             | 0             |
| Jugoszláv           | 5             | 0             |
| Egyéb               | 4             | 1             |
| Összesen            | 28            | 41            |

## Története
A térség 1878-ig tartozott az Oszmán Birodalomhoz, ekkor a berlini kongresszus határozata alapján az Osztrák-Magyar Monarchia része lett. A 20. század elején az osztrák-magyar kormány a görög katolikus egyházhoz tartozó ruszinokat és ukránokat telepített Kamenicára. 1908-tól kezdődően az ukrán görögkatolikus egyház püspöke Andrej Septyckij metropolita földet vásárolt a közelben, amelyen egy kis kolostort épített az ukrán studita szerzetesek számára, amelyet Szent Józsefnek, az Istenszülő hitvesének és Jézus Krisztus nevelőatyjának szenteltek. Az újonnan érkezettek lelki szolgálatát egy görögkatolikus sztarec, felügyelte. A szerzetesek között volt Leonyid Feodorov, az orosz görögkatolikus egyház leendő exarchája, akit 1913. március 12-én Kamenicában „Leontij” szerzetesi néven ismertek. A metropolita öccse, egyben studita szerzetestársa, Klimentij Septyckij, szintén kamenicai szerzetes volt, akit Leonyid Feodorovval együtt II. János Pál pápa Lvivben 2001. június 27-én boldoggá avatott. 
1910-ben a prnjavori járáshoz tartozó településen 54 háztartást. 245 görög katolikus és 38 római katolikus lakost találtak. A monarchia szétesésével 1918-ban előbb a Szerb-Horvát-Szlovén Királyság, majd 1929-től a Jugoszláv Királyság része. 1921-ben a településnek 350 görög katolikus és 16 római katolikus lakosa volt. A kolostor mindig rendkívül szegény volt, azonban a studita szerzetesek az új szerb kormányzat miatt végül mégis kénytelenek voltak elhagyni a helyi közösséget. Annak ellenére, hogy továbbra is Andrej metropolita birtokolta a földet, a kolostor újjáélesztésére tett kísérleteit 1923 és 1924 között ismételten meggátolta a Jugoszláv Királyság kormánya. Az 1929-es törvény értelmében, amikor Bosznia-Hercegovinát négy banovinára, Drinskára, Vrbaskára, Zetskára és Primorskára osztották, a település a Vrbaska banovina része lett, amelynek székhelye Banja Luka volt. Jugoszlávia megszállása után a Független Horvát Állam (NDH) része lett. A második világháború után a település a szocialista Jugoszláviához tartozott. A háború után az ukránok nagy része a Vajdaság és Szlavónia nagyobb településeire költözött, helyükre szerbek települtek. A daytoni békeszerződést követő területfelosztásnál a település Čelinac község részeként a Szerb Köztársaság területéhez került.

## Fordítás
- Ez a szócikk részben vagy egészben  a   Kamenica (Čelinac) című angol Wikipédia-szócikk ezen változatának fordításán alapul.  Az eredeti cikk szerkesztőit annak laptörténete sorolja fel. Ez a jelzés csupán a megfogalmazás eredetét és a szerzői jogokat jelzi, nem szolgál a cikkben szereplő információk forrásmegjelöléseként.